# Moystonia neboissi
Moystonia neboissi är en insektsart som beskrevs av Williams 1985. Moystonia neboissi ingår i släktet Moystonia och familjen ullsköldlöss. Inga underarter finns listade i Catalogue of Life.